# Friedhöfe in Löcknitz

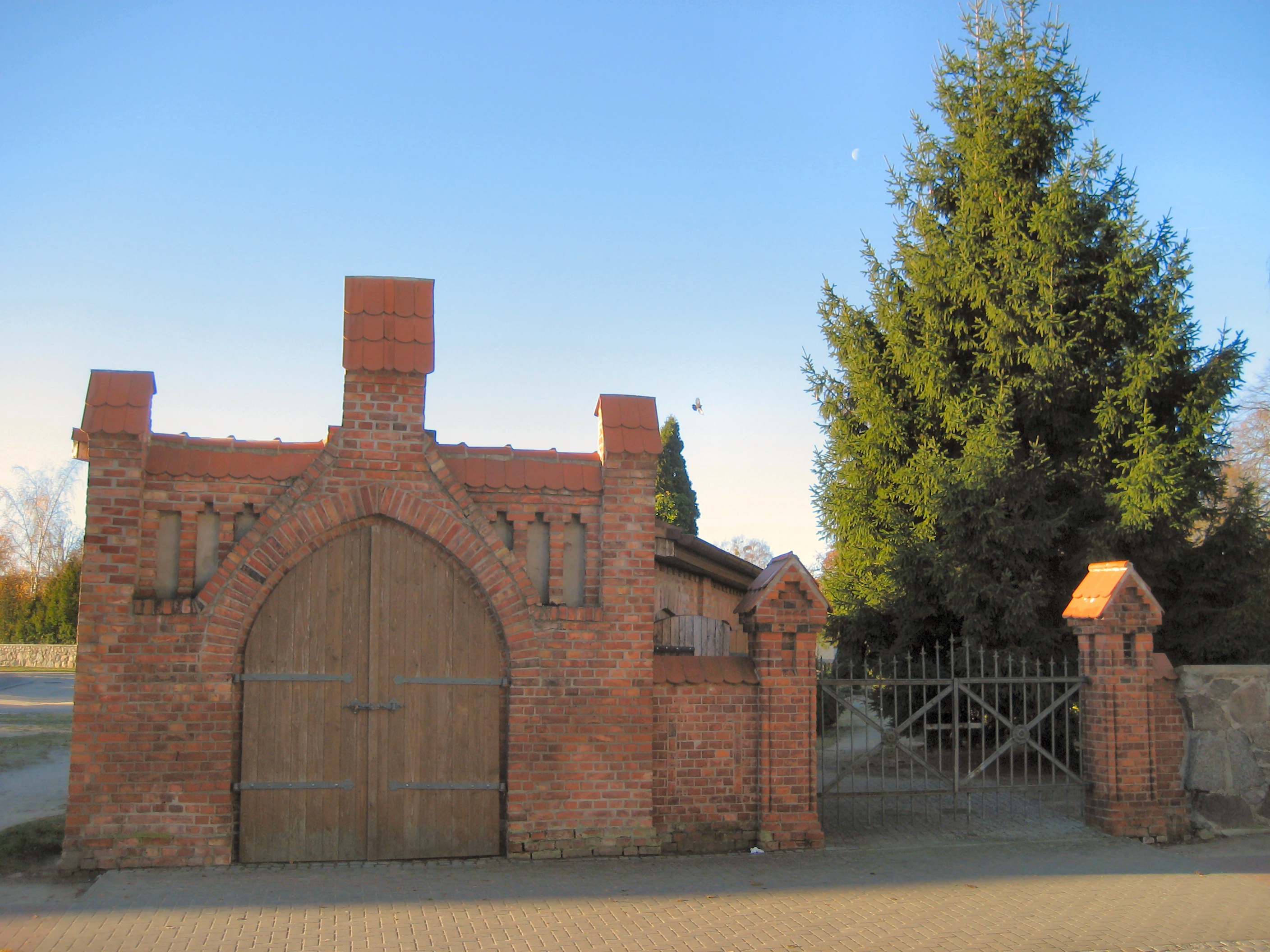
Löcknitzer Friedhofsportal

Die Friedhöfe in Löcknitz sind die Standorte verschiedener Mahnmale und Gräberfelder. Es gibt in Löcknitz den Friedhof der Gemeinde an der Friedrich-Engels-Straße und den Sowjetischen Ehrenfriedhof am Ortsausgang Löcknitz.

## Löcknitzer Friedhof
Der Friedhof Löcknitz untersteht der Friedhofsverwaltung Amt Löcknitz-Penkun, Chausseestraße 30 in Löcknitz. Auf ihm befinden sich:
- Die kleine, gotisierende Friedhofskapelle aus Backstein, mit einem Satteldach und einem Dachreiter.
- Der Gedenkstein für die Opfer von Krieg, Gewalt und Vertreibung als Feldstein mit einer darauf angebrachten schwarzen Granitplatte und der Inschrift: DIE HEIMAT VERLOREN / UNTERWEGS VERSTORBEN / HIER NAMENLOS BEGRABEN / VERGESST UNSER LEID NICHT! / 1945–1946
- Das Deutsche Soldatengräberfeld mit 58 Grabstellen für 116 gefallene deutsche Soldaten der Wehrmacht beim Kampf um Löcknitz im April 1945. An der Kopfseite des dreigliedrigen Gräberfeldes befindet sich ein Gedenkstein, bestehend aus einem Sockel aus Granitquadern, auf dem ein Kreuz aus schwarzem Granit steht, mit der Inschrift: EINE GRÖSSERE LIEBE / HAT NIEMAND ALS DER / DER SEIN LEBEN LÄSST / FÜR SEINE FREUNDE / / LÖCKNITZ GEDENKT / DER GEFALLENEN / UND OPFER / DES ZWEITEN / WELTKRIEGES / 1939–1945

## Sowjetischer Ehrenfriedhof
- Der Sowjetische Ehrenfriedhof am Ortsausgang Löcknitz Richtung Linken/deutsch-polnische Grenze nach Stettin hat 24 Grabstellen für 43 Soldaten der Roten Armee, die beim Kampf um Löcknitz im April 1945 gefallen sind. Der Ehrenfriedhof wurde vom Architekten Karl Niekrenz 1946 entworfen und 1947 ausgeführt und gestaltet. Die gesamte rechteckige Anlage ist mit wuchtigen Betonmauern und -pfeilern sowie schmiedeeisernen Zaunfeldern umfriedet. Im Zentrum der Anlage steht ein fünf  Meter hoher quadratischer Pavillon aus Beton, in dem sich vier breite Wege kreuzen. Bis Anfang der 1990er Jahre war der Pavillon, dessen Decke in Form eines fünfzackigen Sterns durchbrochen ist, zusätzlich noch von einem darauf aufrecht stehenden großen roten Sowjetstern bekrönt. Vor dem Pavillon sind an der Nordseite in einer Reihe die 24 Grabstellen angelegt, davon sind 20 jeweils durch kleine Obeliske markiert, in die jeweils kleine rote Sowjetsterne sowie die Namen der gefallenen sowjetischen Soldaten in russischer Sprache mit kyrillischen Buchstaben eingraviert sind. Die restlichen vier Grabstellen sind Massengräber, die in zwei jeweils dreiteiligen Grabsteinen zusammengefasst sind, je einer davon am Beginn und am Ende der Gräberreihe. Darauf sind jeweils auf den äußeren beiden Grabsteintafeln links und rechts ein mittelgroßer roter Sowjetstern in einem Lorbeerkranz eingraviert, darunter die Jahreszahlen „1941“ und „1945“ die den Beginn und das Ende des Zweiten Weltkrieges für die Sowjetunion markieren. Auf den Mittelteilen befindet sich jeweils die folgende Inschrift in russischer Sprache mit kyrillischen Buchstaben: BEЧHAЯ CЛABA / BOИHAM COBETCКOЙ / APMИИ ПABШИM / B БOЯX ЗA ЧECTЬ / И HEЗABИCИMOCTЬ / HAШEЙ POДИHЫ (dt. Übers.: GROSSER RUHM / DEN KRIEGERN DER SOWJETISCHEN / ARMEE DIE GEFALLEN SIND / IN DEN KÄMPFEN FÜR DIE EHRE / UND DIE UNABHÄNGIGKEIT / UNSERER HEIMAT). Der gesamte Ehrenfriedhof kann durch zwei Eingänge betreten werden, im Osten durch ein schmiedeeisernes Tor, im Westen durch ein großes Hauptportal aus Beton mit zwei Pforten und ebenfalls einem schmiedeeisernen Tor. Am Portalgiebel sind Reste der folgenden russischen Inschrift erhalten geblieben: БРАТCКOЕ КЛAДБИЩE / ...HOB [BOИHOB] ...OBE...KOИ [COBETCКOЙ] APMИИ (dt. Übers.: HELDENFRIEDHOF / ...GER [DER KRIEGER] ...WJE...EN [DER SOWJETISCHEN] ARMEE). Um 1974/76 wurde das „Mahnmal für die Opfer des Faschismus“ (VVN-Mahnmal), welches sich bis dahin auf dem Alten Löcknitzer Friedhof befand, auf den Sowjetischen Ehrenfriedhof umgesetzt, an die Nordseite der Anlage, hinter dem Pavillon.[1] In den Jahrzehnten nach der politischen Wende 1990 verfiel die gesamte Anlage wegen fehlender finanzieller Mittel zusehends, so dass über einen kompletten Abriss nachgedacht und diskutiert wurde. Im Jahr 2013, nach mehr als 15 Jahren Überlegungen, Diskussionen und Planungen, begann mit Geldern der Russischen Föderation, des Bundeslandes Mecklenburg-Vorpommern und der vom Bauhof der Gemeinde Löcknitz erbrachten Arbeitsleistung sowie mit fachlicher Beratung des Landesamtes für Kultur und Denkmalpflege Mecklenburg-Vorpommern die komplette und grundlegende Sanierung des Sowjetischen Ehrenfriedhofs. Am 17. November 2013, dem Volkstrauertag, wurde der Ehrenfriedhof unter Anwesenheit vieler Einwohner von Löcknitz und Angehörigen der Bundeswehr als Vertreter des Volksbundes Deutscher Kriegsgräberfürsorge in einer feierlichen Zeremonie durch den Löcknitzer Pfarrer Dr. Ullrich Drans u. a. mit der Niederlegung von Trauerkränzen, offiziell wieder eingeweiht.[2][3]
- Mahnmal für die Opfer des Faschismus auf dem Sowjetischen Ehrenfriedhof

→ vom Architekten Karl Niekrenz 1949 entworfen und ausgeführt. Das VVN-Mahnmal wurde zunächst auf dem Alten Löcknitzer Friedhof, nahe der Abendstraße, hinter der Alten Schule aufgestellt. Es handelt sich um ein vierteiliges Denkmal aus rotem Terrazzo, dessen Hauptteil eine dreigliedrige Wand bildet. Auf dem 3,50 Meter hohen Mittelteil befindet sich ein roter dreieckiger „Häftlingswinkel“, wie ihn politische Häftlinge in Konzentrationslagern (KZ) während der Zeit des Nationalsozialismus zwischen 1933 und 1945 tragen mussten. Links und rechts davon befinden sich zwei kleinere, leicht schräg gestellte, Seitentafeln. Die vom Betrachter aus linke trägt die Inschrift: GEDENKT / UNSERER NOT / BEDENKT / UNSEREN TOD. Die vom Betrachter aus rechten Tafel trägt die Inschrift: EUCH / DER LORBEER / UNS / DIE PFLICHT. Vor der dreigliedrigen Wand steht ein 145 Zentimeter hoher, 135 Zentimeter breiter und 75 Zentimeter tiefer Schrein, der als symbolisches Urnengewölbe ausgeführt ist und an dem ebenfalls symbolisch Gefängnisgitter angebracht sind. Er ist mit einer Opferschale bekrönt und trägt zudem die Inschrift: DIE OPFER MAHNEN / 1933–1945. Die sieben Urnen in dem Gewölbe symbolisieren die sterblichen Überreste der in Stettin, unweit von Löcknitz, bis Dezember 1944 aktiven Widerstandsgruppe um Walter Empacher und Werner Krause (Empacher-Krause Widerstandsgruppe), von denen sieben Mitglieder im Februar 1945 durch die Gestapo hingerichtet wurden. Im Jahr 1974, nach anderen Angaben erst 1976, wurde das „Mahnmal für die Opfer des Faschismus“ dann auf den Sowjetischen Ehrenfriedhof am Ortsausgang Löcknitz Richtung Linken/dt.-poln. Grenze umgesetzt, da es sich wegen seiner großen Ähnlichkeit sowohl architektonisch als auch erinnerungskulturell sehr gut in die gesamte Anlage des Ehrenfriedhofs einpasste. Im Zuge der Sanierung des Sowjetischen Ehrenfriedhofes im Jahr 2013 wurde auch das Mahnmal saniert.

## Denkmalschutz
Unter Denkmalschutz stehen
- Das gotisierende Löcknitzer Friedhof-Portal aus Backstein an der Friedrich-Engels-Straße.
- Das Sowjetische Ehrenmal und VVN-Denkmal an der Chausseestraße.

## Bilder

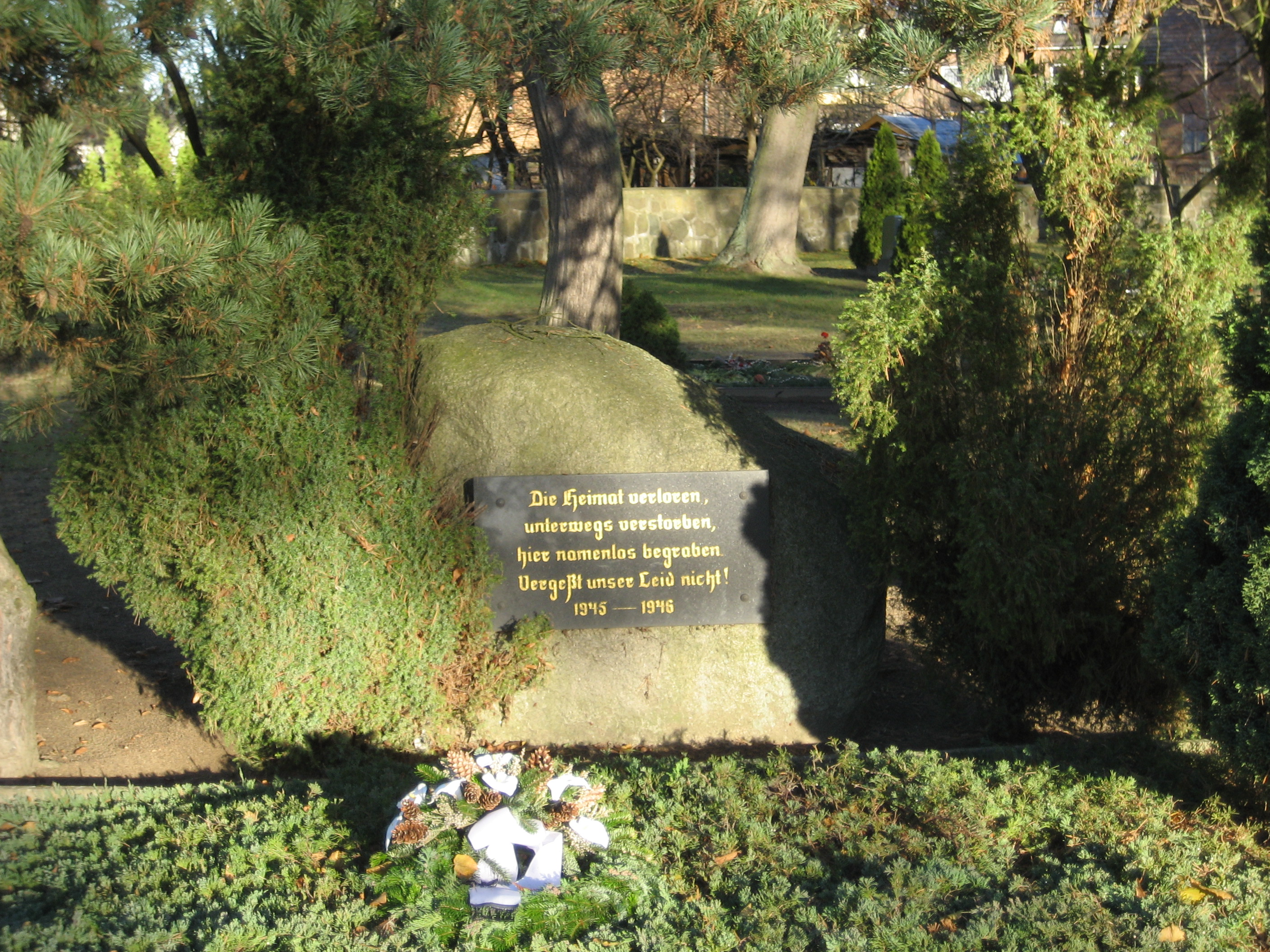
Gedenkstein für die Opfer von Krieg, Gewalt und Vertreibung
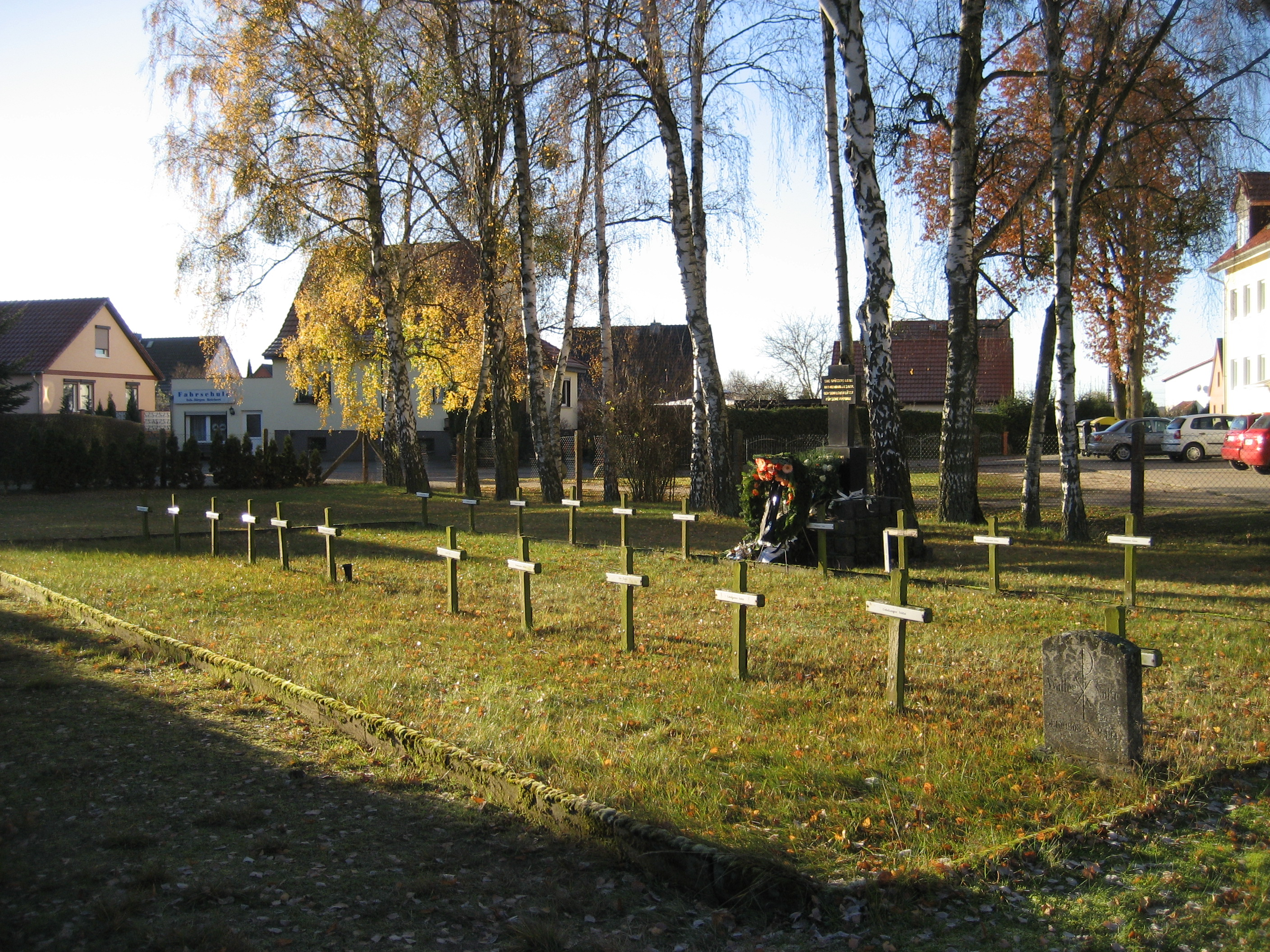
Deutsches Soldatengräberfeld auf dem Löcknitzer Friedhof
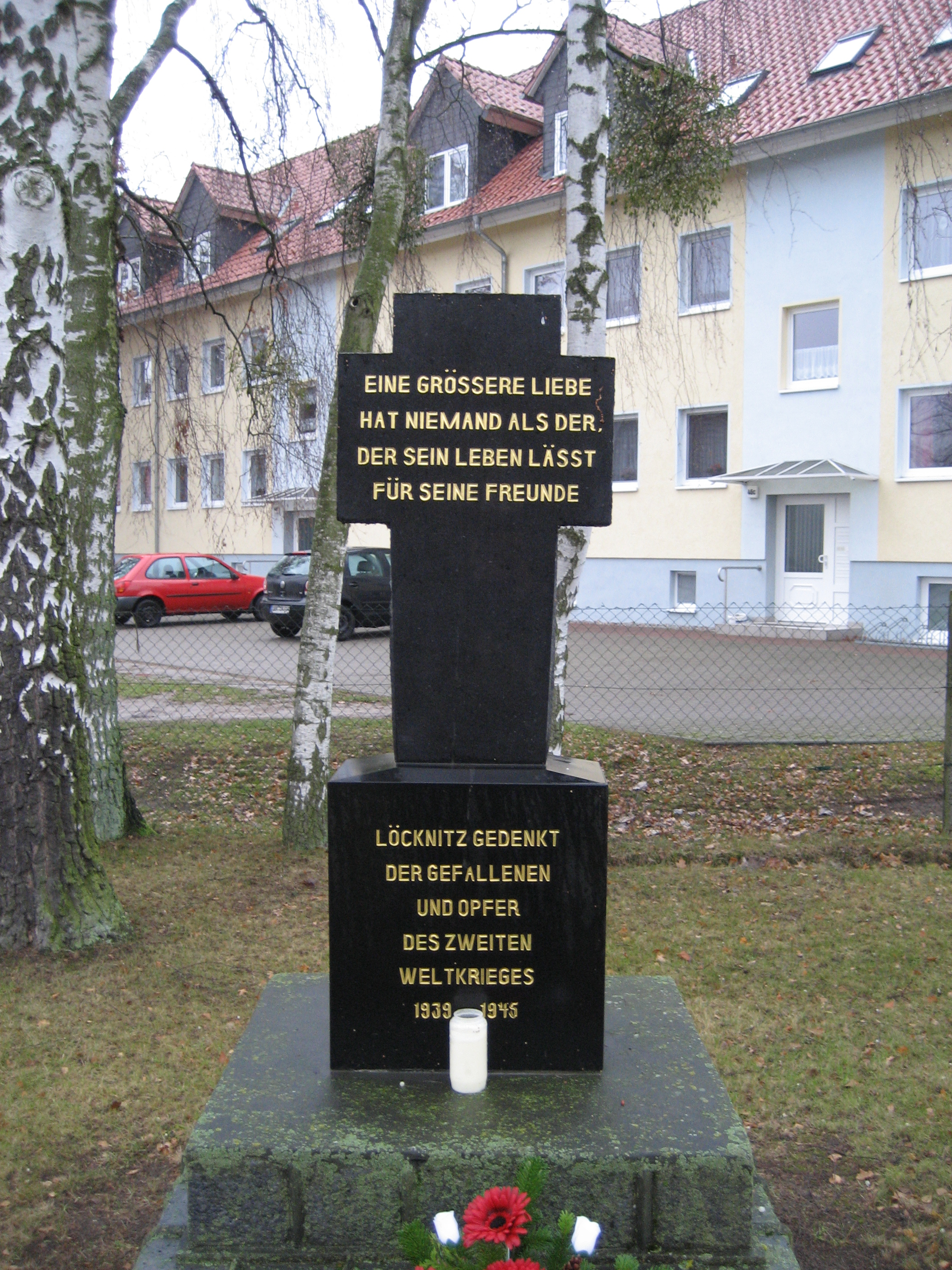
Gedenkstein auf dem Deutschen Soldatengräberfeld
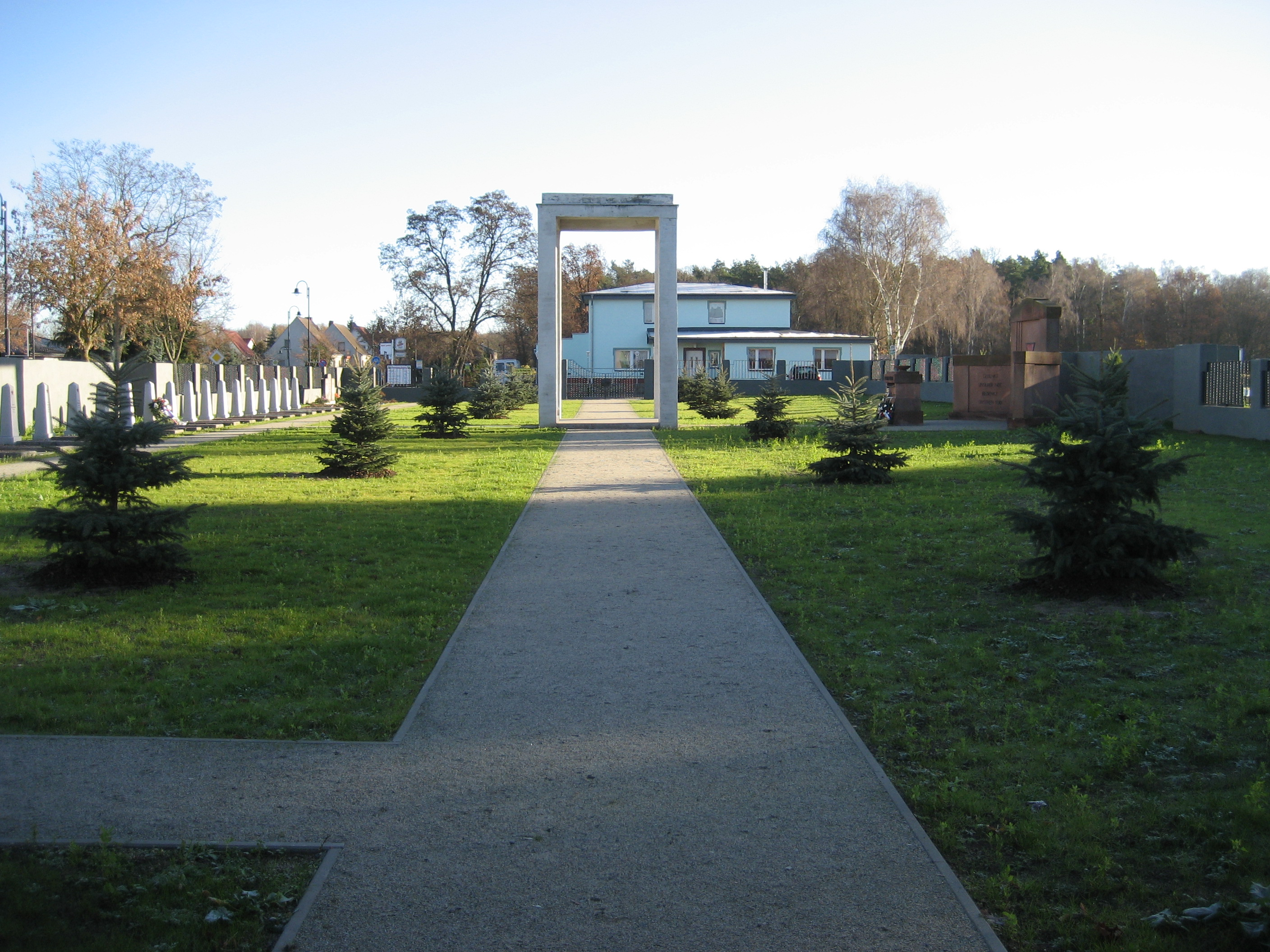
Sowjetischer Ehrenfriedhof
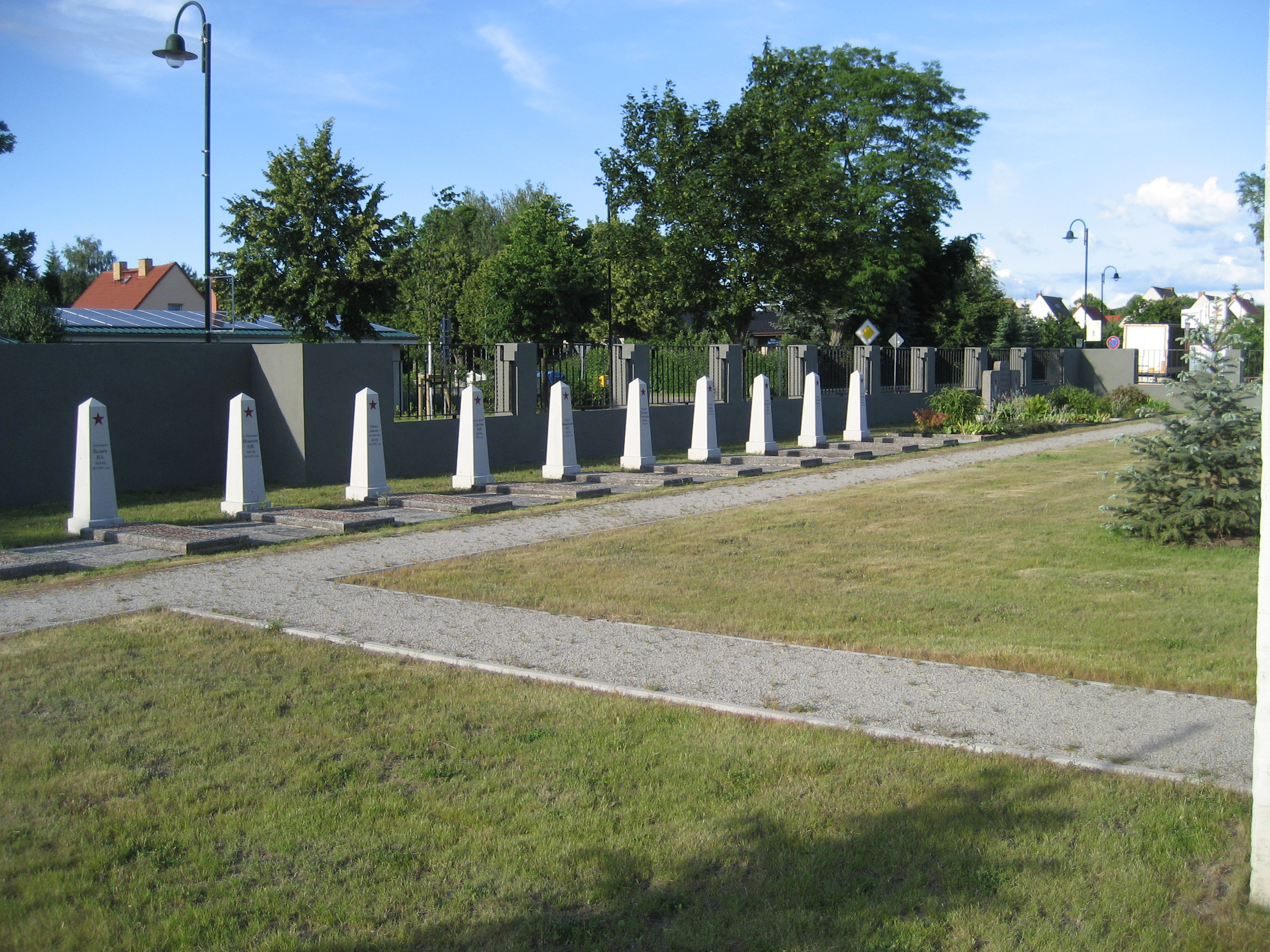
Einzelgräber mit Obeliske auf dem Sowjetischen Ehrenfriedhof
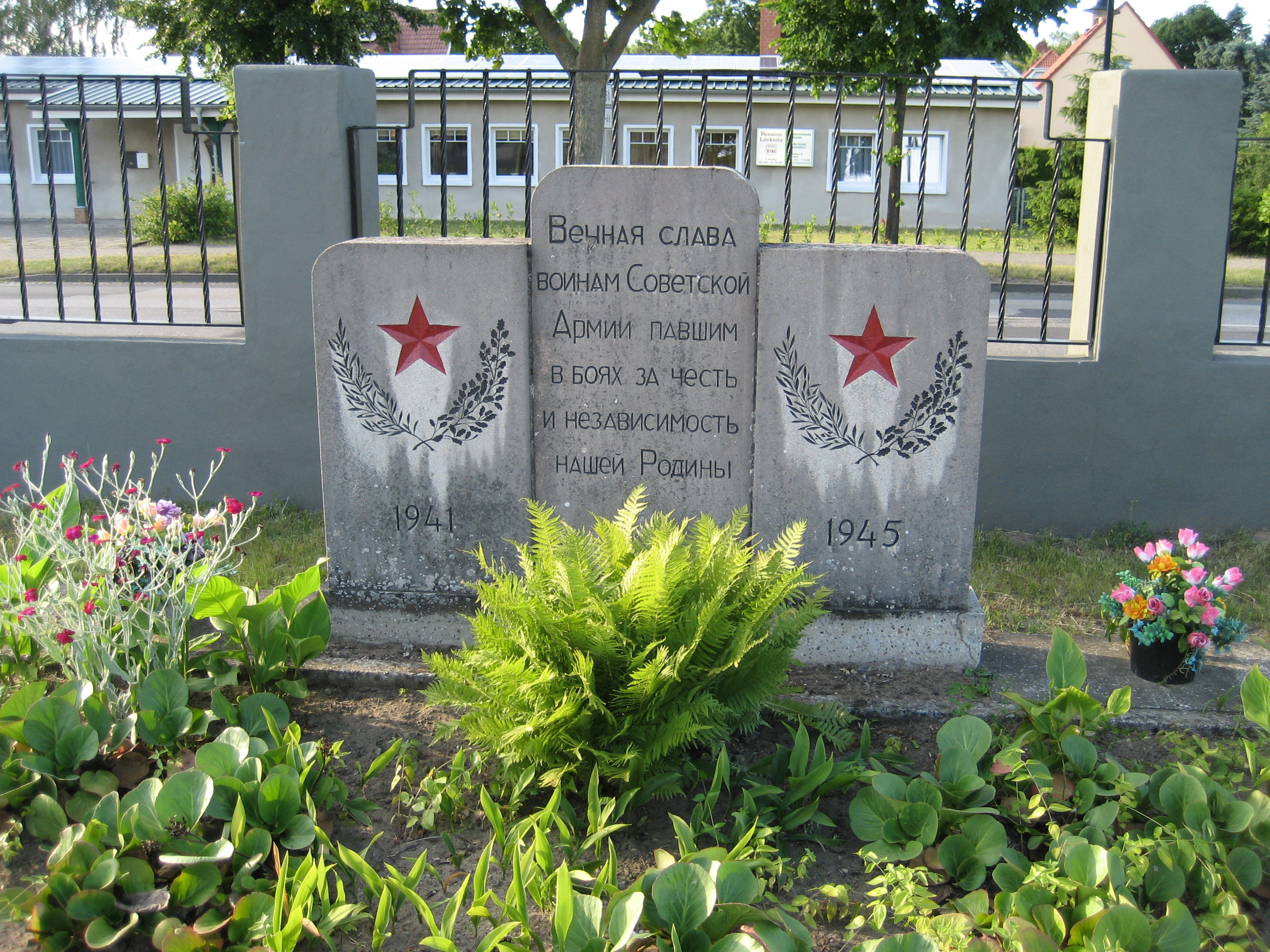
Massengrab auf dem Sowjetischen Ehrenfriedhof
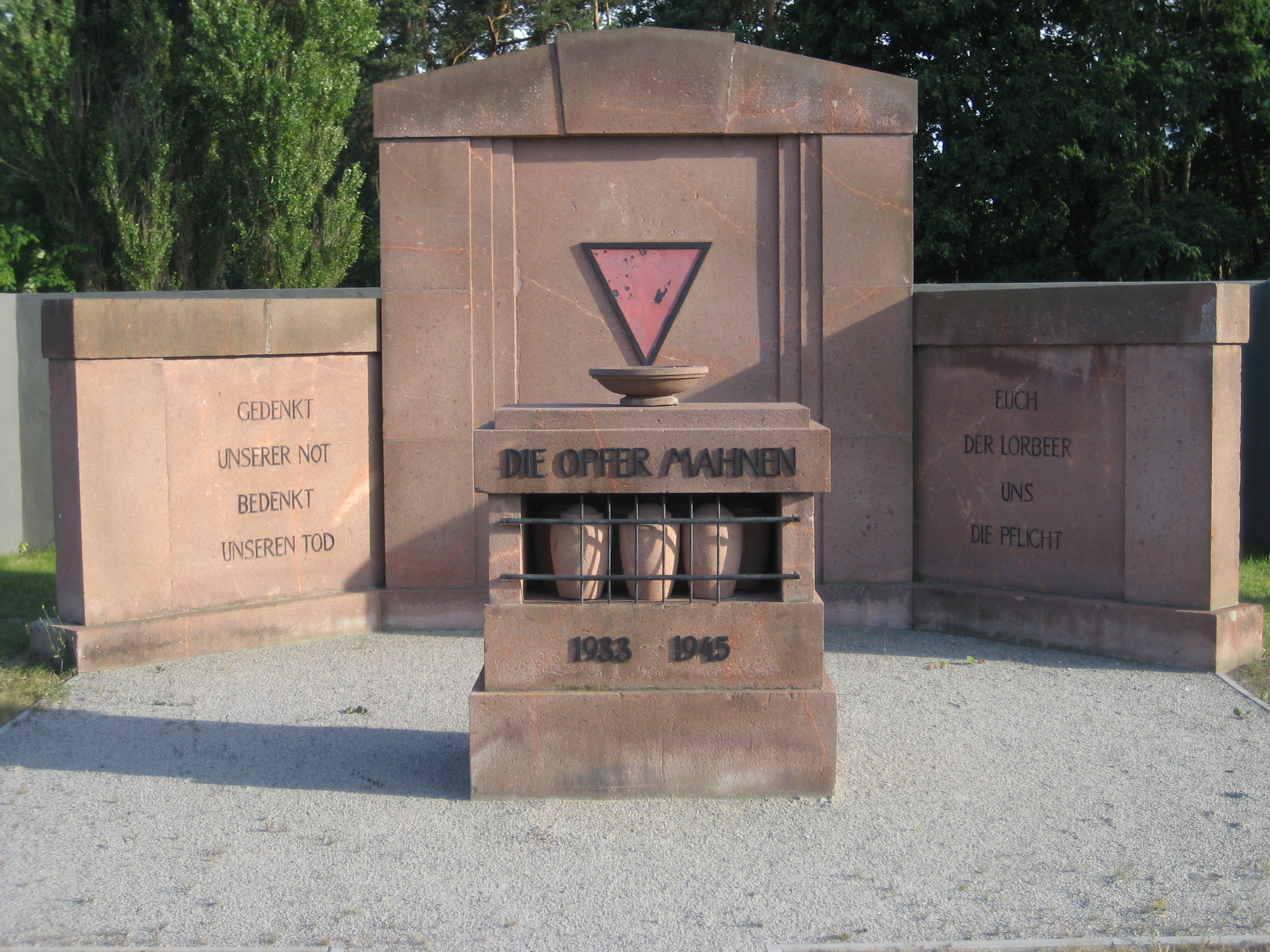
Mahnmal für die Opfer des Faschismus